# Bajo Caracoles
Bajo Caracoles est une localité de Patagonie
argentine, située dans le département de Río Chico, en province de Santa Cruz.

## Situation
La petite localité se trouve au croisement de la route nationale 40 et de la route provinciale 39, à 128 km de Perito Moreno, à 63 km de Río Olnie, et à 330 km de Gobernador Gregores.
Elle est située à 105 km à l'est de l'imposant Mont San Lorenzo (3706 mètres), point culminant de la province et de toutes les Andes méridionales (au sud du volcan Lanín en province de Neuquén), que l'on aperçoit fort bien grâce à la pureté de l'air et à la rareté des nuages.

## Population
- Population en 1991: 48 habitants.
- Population en 2001: 31 habitants.

## Tourisme
Bajo Caracoles constitue une étape intéressante pour les touristes en route vers d'autres curiosités. La Cueva de las Manos dans le cañon du río Pinturas, site préhistorique, sacré Patrimoine de l'Humanité, est à 40 kilomètres au nord-est.
Quelques km plus au nord, se trouve l'embranchement de la route provinciale 41 qui mène, vers l'ouest, au superbe lac Ghio où l'on peut admirer les nombreux flamants du Chili et cygnes à cou noir, et renommé pour la taille de ses truites arc-en-ciel. La route mène aussi au lac Columna, au río Columna et à sa cascade, puis au col andin Paso Roballos à la frontière chilienne.
Moins de 30 km à l'est-sud-est de Bajo Caracoles se trouve la lagune de los Cisnes (lagune des cygnes), plan d'eau alimenté par le río Olnie, petite rivière aux eaux pures, émissaire du lac Olnie. Il n'existe pas de route aménagée pour y parvenir ; il faut emprunter la nationale 40 vers le sud jusque peu avant le franchissement du río Olnie, et là prendre un chemin vers le nord-est.
Vers l'ouest, la route provinciale 39 mène aux lacs Salitroso, Posadas et Pueyrredón, puis à la frontière chilienne. Vers l'est, elle rejoint les environs de Las Heras, puis les ports atlantiques de Caleta Olivia et de Comodoro Rivadavia sur la route nationale 3.